# Džibuti (mesto)
Džibuti (Djibouti) je glavno mesto istoimenske države Džibuti. Leži na polotoku, ki loči Adenski zaliv od Tadjourskega zaliva, na 11º36' severne zemljepisne širine in 43º10' vzhodne zemljepisne dolžine. Severozahodno od središča mesta leži pristanišče, koriščeno za mednarodno trgovino, ribištvo in trajektno povezavo s severnimi obalnimi mesti Tadjouro in Obockom. Južno od mesta se nahaja mednarodno letališče Džibuti - Ambouli. Z železnico je povezan z glavnim mestom Etiopije Adis Abebo.

## Zgodovina
Mesto, ustanovljeno leta 1888 kot francosko pomorsko oporišče, je leta 1891 postalo glavno mesto kolonije Francoske Somalije, ko je nasledilo dotedanjo Tadjouro. Leta 1977 je ob razglasitvi neodvisnosti postalo tudi glavno mesto novonastale države.